# Іванова Олександра Анатоліївна
Іванова Олександра Анатоліївна (нар. 9 липня 1949) — колишня радянська тенісистка.
Найвищим досягненням на турнірах Великого шолома було 2 коло в одиночному розряді.

## Фінали

### Одиночний розряд (7–3)
| Результат | Ранг | Рік         | location               | Покриття | Суперниця        | Рахунок       |
| --------- | ---- | ----------- | ---------------------- | -------- | ---------------- | ------------- |
| Перемога  | 1.   | січень 1967 | Нью-Делі, Індія        | Тверде   | Rena Abzhandadze | 8–6, 6–3      |
| Поразка   | 1    | січень 1967 | Колката, Індія         | Тверде   | Rena Abzhandadze | 4–6, 0–6      |
| Поразка   | 2.   | липень 1967 | Кошиці, Чехословаччина | Ґрунт    | Власта Вопічкова | 7–6, 3–6, 4–6 |
| Перемога  | 3.   | січень 1968 | Бенгалуру, Індія       | Тверде   | Nina Turkheli    | 6–1, 6–2      |
| Перемога  | 4.   | січень 1968 | Нью-Делі, Індія        | Тверде   | Nina Turkheli    | 6–2, 6–3      |
| Перемога  | 5.   | січень 1968 | Мумбаї, Індія          | Тверде   | Нірупама Манкад  | 6–4, 6–3      |
| Перемога  | 6.   | січень 1970 | Амрітсар, Індія        | Тверде   | Ірена Шкуль      | 6–1, 6–3      |
| Поразка   | 3.   | січень 1970 | Нью-Делі, Індія        | Тверде   | Rena Abzhandadze | 7–9, 3–6      |
| Перемога  | 7.   | січень 1970 | Колката, Індія         | Тверде   | Nina Turkheli    | 6–2, 6–3      |

### Парний розряд (10–5)
| Результат | Ранг | Рік           | location                    | Покриття   | Партнерка         | Суперниці                          | Рахунок       |
| --------- | ---- | ------------- | --------------------------- | ---------- | ----------------- | ---------------------------------- | ------------- |
| Перемога  | 1.   | лютий 1966    | Москва, Soviet Union        | Тверде (i) | Rena Abzhandadze  | Галина Бакшеєва Ірина Єрмолова     | 6–2, 1–6, 6–4 |
| Поразка   | 1.   | жовтень 1966  | Алмати, Soviet Union        | Тверде (i) | Ірина Єрмолова    | Галина Бакшеєва Валерія Кузьменко  | 2–6, 2–6      |
| Перемога  | 2.   | січень 1967   | Нью-Делі, Індія             | Тверде     | Rena Abzhandadze  | Begum Khan Rita Suriya             | 3–6, 6–0, 6–1 |
| Перемога  | 3.   | січень 1967   | Колката, Індія              | Тверде     | Rena Abzhandadze  | Нірупама Манкад Rita Suriya        | 6–3, 7–5      |
| Поразка   | 2.   | вересень 1967 | Братислава, Чехословаччина  | Ґрунт      | Власта Вопічкова  | Евелін Терра Marie Neumanová       | 1–6, 3–6      |
| Перемога  | 4.   | вересень 1967 | Тбілісі, Soviet Union       | Ґрунт      | Галина Бакшеєва   | Rena Abzhandadze Євгенія Йзопайтіс | 6–3, 7–5      |
| Перемога  | 5.   | січень 1968   | Бенгалуру, Індія            | Тверде     | Nina Turkheli     | Нірупама Манкад Jeroo Vakil        | 6–0, 6–1      |
| Перемога  | 6.   | січень 1968   | Нью-Делі, Індія             | Тверде     | Nina Turkheli     | Susan Das Rattan Thadani           | 6–0, 6–0      |
| Перемога  | 7.   | січень 1968   | Мумбаї, Індія               | Тверде     | Nina Turkheli     | Нірупама Манкад Rattan Thadani     | 6–2, 6–3      |
| Перемога  | 8.   | січень 1970   | Амрітсар, Індія             | Тверде     | Ірена Шкуль       | Нірупама Манкад Indu Sood          | 6–2, 6–1      |
| Поразка   | 3.   | січень 1970   | Нью-Делі, Індія             | Тверде     | Ірена Шкуль       | Rena Abzhandadze Nina Turkheli     | 4–6, 3–6      |
| Перемога  | 9.   | січень 1970   | Колката, Індія              | Тверде     | Ірена Шкуль       | Rena Abzhandadze Nina Turkheli     | 7–5, 2–6, 6–4 |
| Поразка   | 4.   | лютий 1971    | Сєвєродонецьк, Soviet Union | Тверде (i) | Anna Yeremeyeva   | Рауза Ісланова Євгенія Йзопайтіс   | 3–6, 4–6      |
| Поразка   | 5.   | жовтень 1972  | Донецьк, Soviet Union       | Тверде (i) | Євгенія Йзопайтіс | Ольга Морозова Зайга Янсоне        | 3–6, 3–6      |
| Перемога  | 10.  | липень 1973   | Кіцбюель, Австрія           | Ґрунт      | Ольга Морозова    | Дженет Янг Івонн Гулагонг-Коулі    | 2–6, 6–4, 6–2 |